# Aartsbisdom Kalocsa-Kecskemét
Het Aartsbisdom Kalocsa-Kecskemét (Latijn: Archidioecesis Colocensis-Kecskemetensis, Hongaars: Kalocsa-Kecskeméti főegyházmegye) is een in Hongarije gelegen rooms-katholiek aartsbisdom met zetel in de stad Kalocsa. De aartsbisschop van Kalocsa-Kecskemét is metropoliet van de kerkprovincie Kalocsa-Kecskemét waartoe ook de volgende suffragane bisdommen behoren:
- Bisdom Pécs
- Bisdom Szeged-Csanád

Het bisdom werd reeds in het jaar 1000 als aartsbisdom Kalocsa gesticht. Het werd in 1135 metropoliet van de bisdommen Pécs en Szeged-Csanád. In 1993 werd de naam gewijzigd in Kalocsa-Kecskemét.

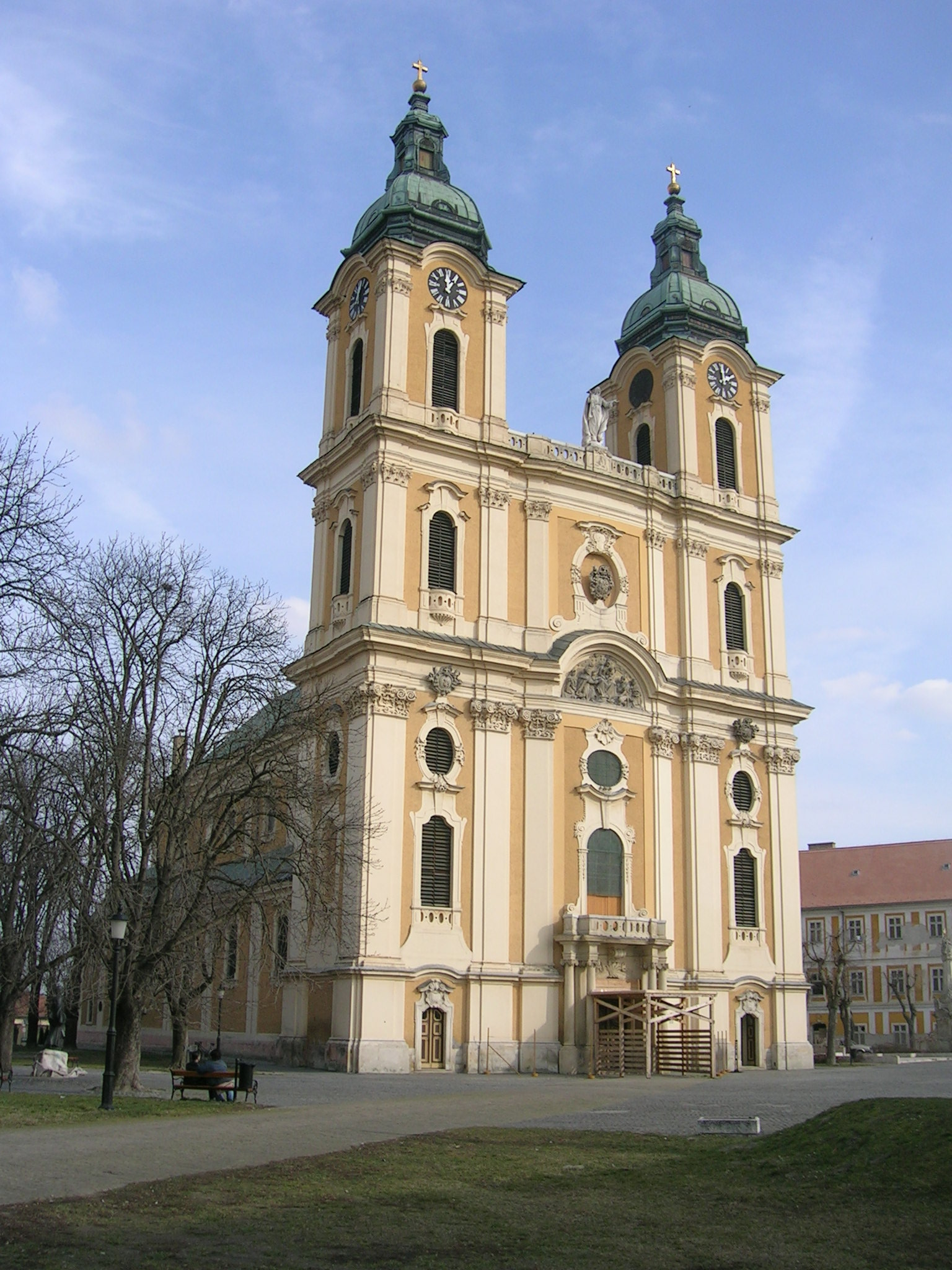
Maria-Hemelvaartkathedraal van Kalocsa
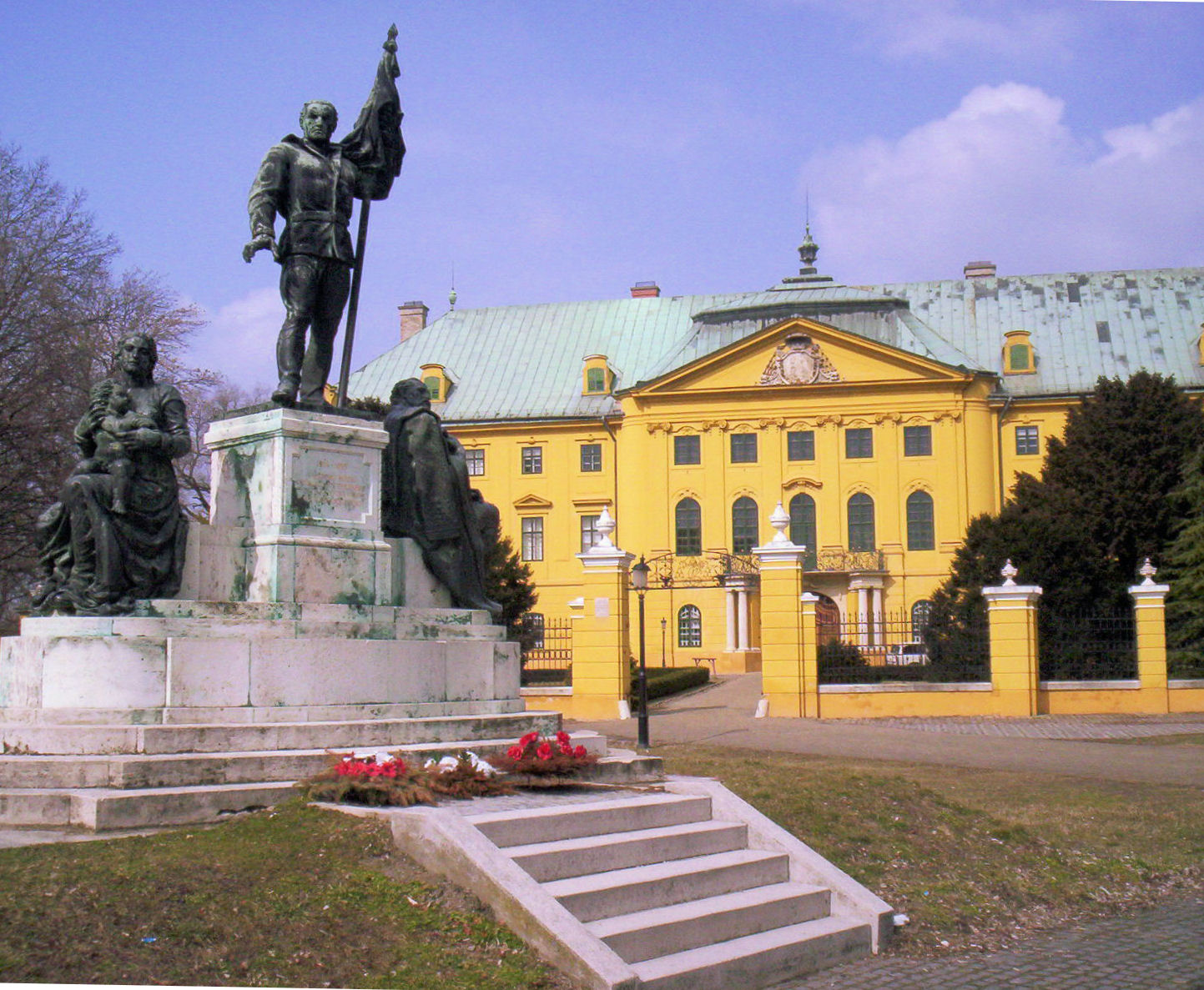
Aartsbisschoppelijk paleis
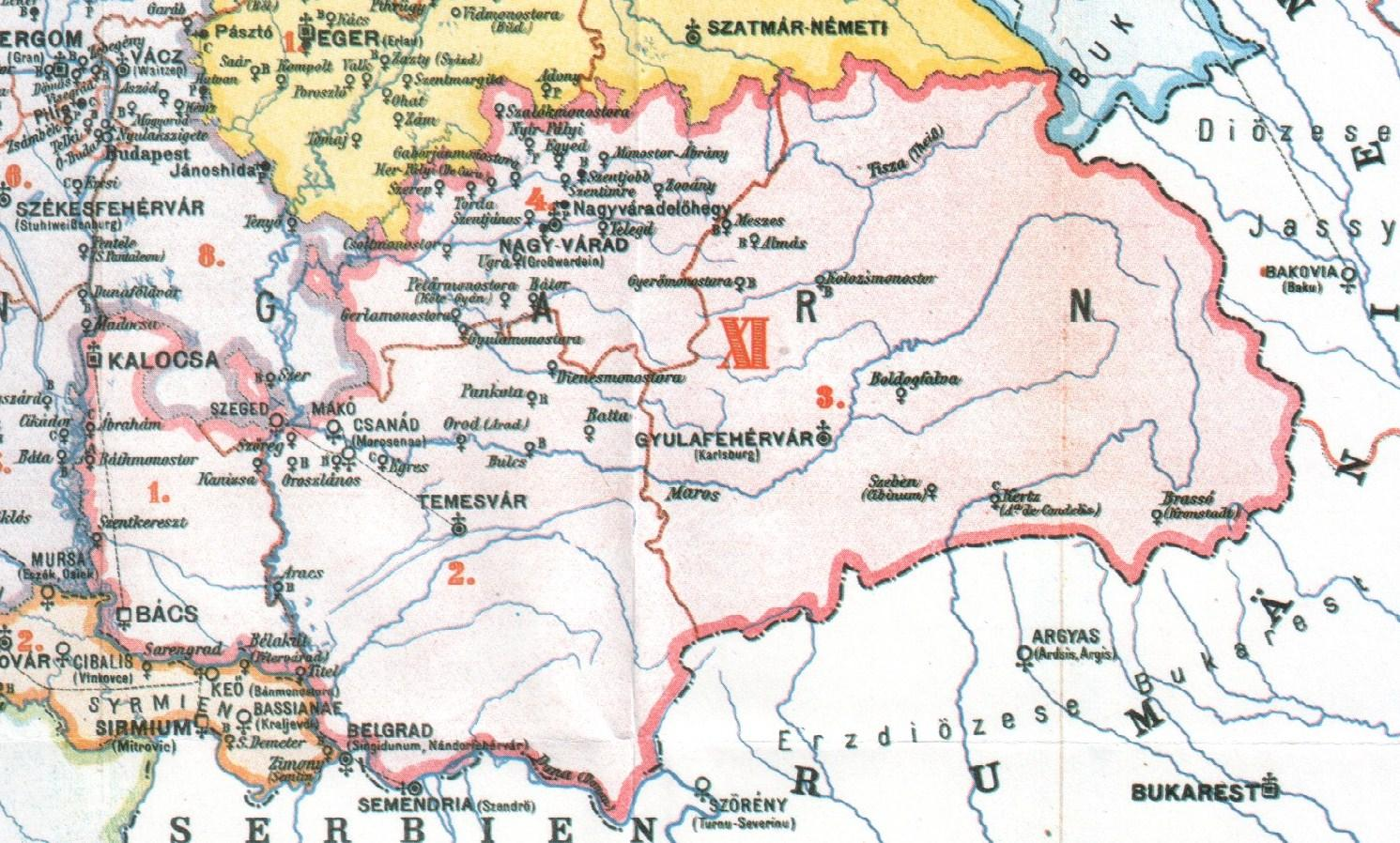
Kerkprovincie Kalocsa in 1909